# Novell NetWare
Novell Netware es un sistema operativo de red, una de las plataformas de servicio para ofrecer acceso a la red y los recursos de información, sobre todo en cuanto a servidores de archivos. Fue retirado en 1995 por Ray Noorda, junto al escaso marketing de Novell hicieron que el producto perdiera mercado, aunque no vigencia por lo que se ha anunciado soporte sobre este sistema operativo hasta el año 2015.[cita requerida]
Netware fue impulsado por Novell bajo la presidencia (1983 a 1995) de Ray Noorda, quien falleció en octubre de 2006, y estaba considerado como uno de los primeros ejecutivos de la alta tecnología que se enfrentó con éxito al dominio de Microsoft en las computadoras de sobremesa. Bajo su dirección, Novell creció de 17 a 12 000 empleados y se convirtió en una de las compañías tecnológicas más importantes que aparecieron en la década de 1980.
Ray Noorda, "Ayudó a la extensión de la computadora personal construyendo Netware, un exitoso sistema para compartir archivos, que ahora es el modelo de las redes de área local", señaló el presidente de Dell, Michael Dell.
Además del servidor de red propiamente dicho, se comercializaron productos adicionales: Netware for SAA (Conectividad con MainFrames), Netware Connect (Conexión de clientes vía módem), MPR MultiProtocol Router (Interconexión de redes), etc.

## Características
- Es un sistema operativo de red independiente del hardware.
- Ofrece el mejor sistema de impresión y archivos.
- Excelente nivel de seguridad.
- Soporta aplicaciones a través de Módulos cargables de NetWare (NLM).
- La infraestructura de Novell es capaz de dar soporte técnico y asistencia por mucho tiempo.
- Cuando se descubre un error en la versión reciente de NetWare, Novell hace públicas las posibles soluciones para usuarios nuevos y antiguos.